# Veljko Barbieri
Veljko Barbieri (ur. 14 maja 1950 w Splicie) – chorwacki pisarz, eseista i dziennikarz, nazywany kulinarnym magiem literatury chorwackiej.

## Życiorys
Po ukończeniu liceum w Zagrzebiu podjął studia na wydziale filozoficznym stołecznego uniwersytetu. Autor esejów o tematyce gastronomicznej, w której rozważania o sztuce kulinarnej stają się pretekstem do opisywania zjawisk społecznych, ale zmierzają także do ukazania zmagań jednostki z władzą autorytarną. Spośród 12 powieści, które wydał Barbieri najbardziej znane i najczęściej tłumaczone było wydane w 1983 – Epitafium cesarskiego smakosza. Dzieła Barberiego tłumaczono na 9 języków, w tym na polski, czeski i węgierski.
Zbiór opowiadań 134 małe opowieści o żywności i o tym, co się przy nich je w 2003 został wyróżniony nagrodą na targach książki w Barcelonie dla najlepszej książki poświęconej tematyce kulinarnej.
Od 1991 należy do Związku Pisarzy Chorwackich, jest honorowym obywatelem Pakraca. Prowadzi także audycje o tematyce kulinarnej (Jelovnici izgubljenog vremena) w telewizji HTV. Eseje Barbieriego można znaleźć w tygodnikach Nacional, Studio i Start.

## Dzieła
- 1972: Opowieść o Panu Zaku
- 1977: Więzienie z oleandrowego liścia
- 1980: Koń trojański
- 1983: Epitafium carskiego smakosza
- 1991: Dalmacja – legenda o świetle
- 2002: Kucharski kanconier. Smakowite wspominanie Śródziemnomorza
- 2003: 134 małe opowieści o żywności i o tym, co się przy nich je

## Polskie tłumaczenia
- W cieniu skrzydlatych lwów, tł. Krystyna Pieniążek-Marković, [w:] Widzieć Chorwację. Panorama literatury i kultury chorwackiej 1990-2005, red. K. Pieniążek-Marković i in., Poznań 2005.